# Buti
Buti är en ort och kommun i provinsen Pisa i regionen Toscana i Italien. Kommunen hade 5 594 invånare (2018).